# FUCAPE Business School

## Sobre a FUCAPE
Criada em 2000, a FUCAPE Business School é uma Escola de Negócios que está no seleto grupo das Instituições de Ensino Superior (IES) do Brasil que possuem nota máxima na avaliação do MEC. Está há uma década entre as 10 melhores IES Brasil e se classifica como a 1ª no Espírito Santo, sendo a única com nota máxima no ES.

## Reconhecimentos
A Instituição é conhecida por defender conceitos inovadores e desenvolvê-los nos seguintes cursos oferecidos: Doutorados em Ciências Contábeis e Administração, Mestrado Profissional e Acadêmico em Ciências Contábeis e Mestrado em Administração; MBAs na área de Negócios; e graduação em Administração, Contador Global e Economia, sendo esta última a melhor do País pelo MEC.

## Hub de Inovação
O espaço Hub FUCAPE será inaugurado em 2020 e é uma novidade no ensino de negócios do Espírito Santo.
A FUCAPE apoiará até 10 ideias inovadoras de negócios, de qualquer segmento, e ainda investirá até R$ 100 mil como aporte financeiro.
A escolha será por meio de editais e através de um conselho formado por professores, alunos e ex-alunos da graduação e da pós (MBAs, mestrado e doutorado) da faculdade. “A partir de 2020, os primeiros editais serão lançados para selecionar as ideias empreendedoras e inovadoras que vão adotar o modelo de gestão FUCAPE”, ressalta o diretor-presidente da faculdade, Valcemiro Nossa.